# Gouvernorat septentrional
Le gouvernorat septentrional arabe : المحافظة الشمالية Al Muhafazah ash Shamaliyah est l'un des cinq gouvernorats de Bahreïn.
Il se situe au Nord-Ouest du pays avec l'île Umm an Nasan au niveau de laquelle passe la chaussée du roi Fahd ; celle-ci permet de relier le Bahreïn à la péninsule arabique